# Gaianes
Gaianes (spanisch Gayanes) ist eine Gemeinde im Südosten von Spanien in der Provinz Alicante in der Valencianischen Gemeinschaft. 2024 hatte die Gemeinde 553 Einwohner.

## Geografie
Gaianes liegt etwa 42 Kilometer nordnordöstlich von Alicante in einer Höhe von ca. 420 m. Im Gemeindegebiet liegt die Lagune Albufera de Gaianes. 

## Demografie
| 1900 | 1930 | 1950 | 1970 | 1981 | 1991 | 2001 | 2011 | 2021 |
| ---- | ---- | ---- | ---- | ---- | ---- | ---- | ---- | ---- |
| 652  | 602  | 561  | 440  | 358  | 331  | 319  | 435  | 519  |

## Sehenswürdigkeiten
- Burgruine von Benicadell
- Burgreste von Gaianes

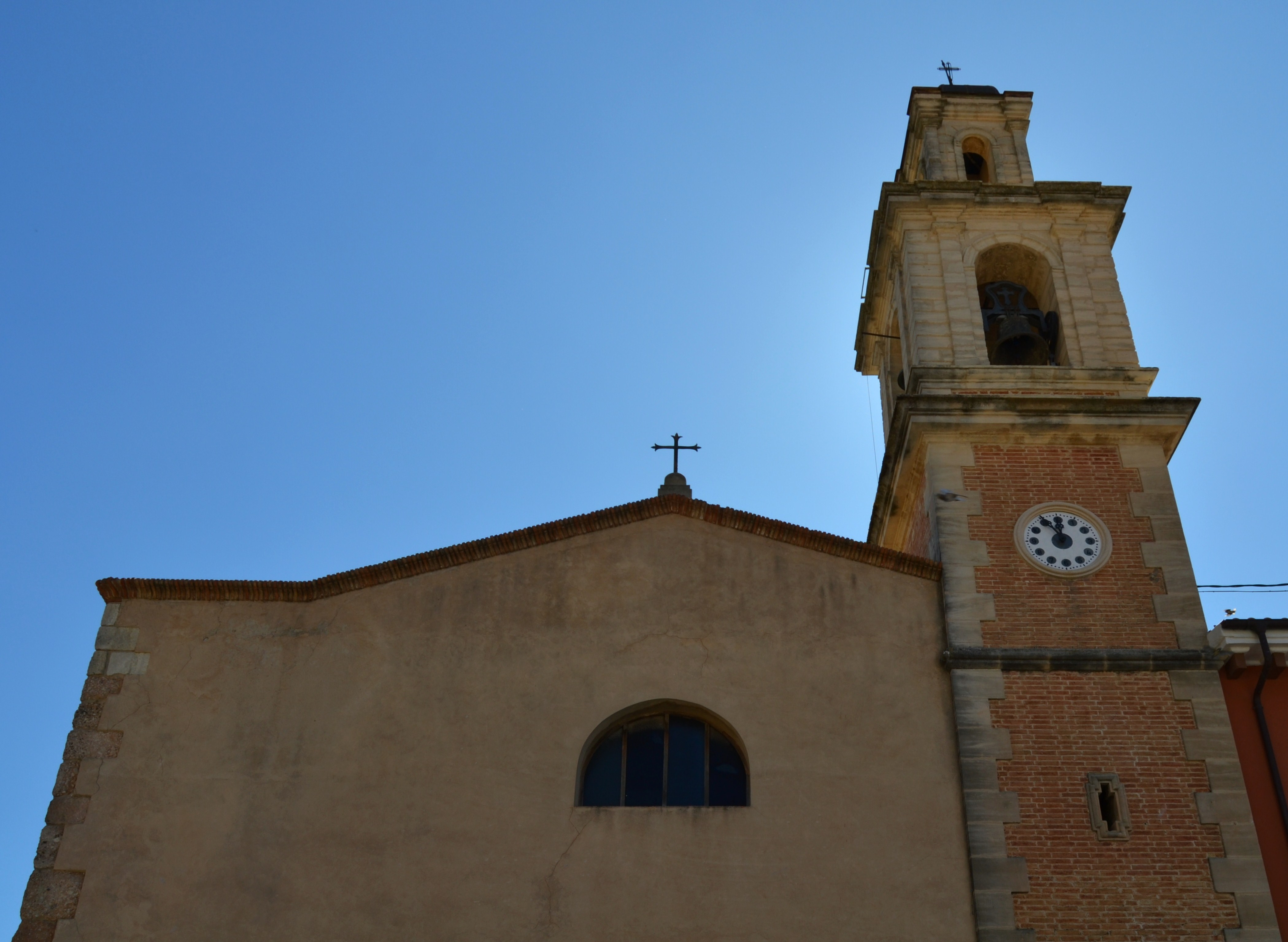
Jakobuskirche
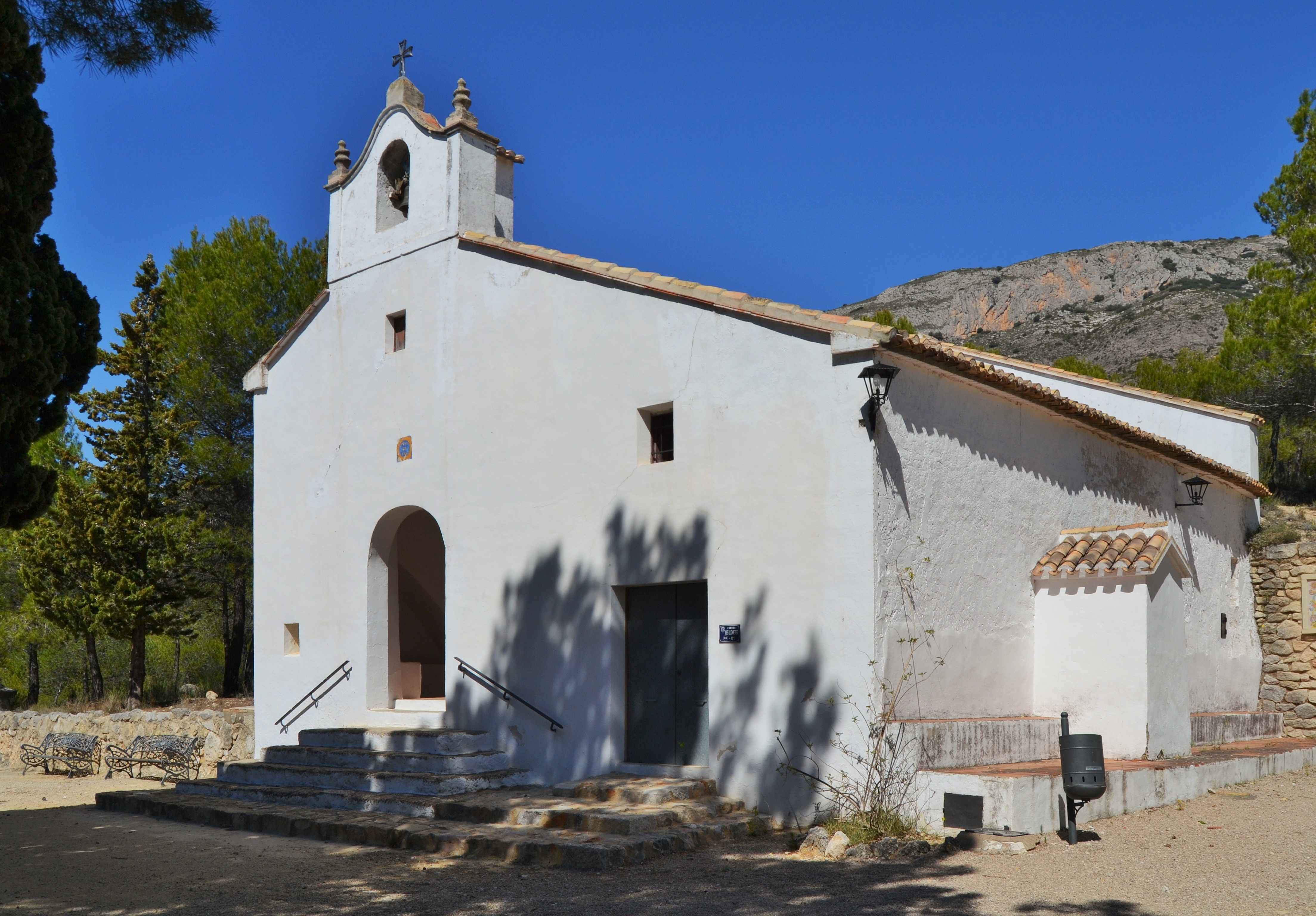
Franzenskapelle
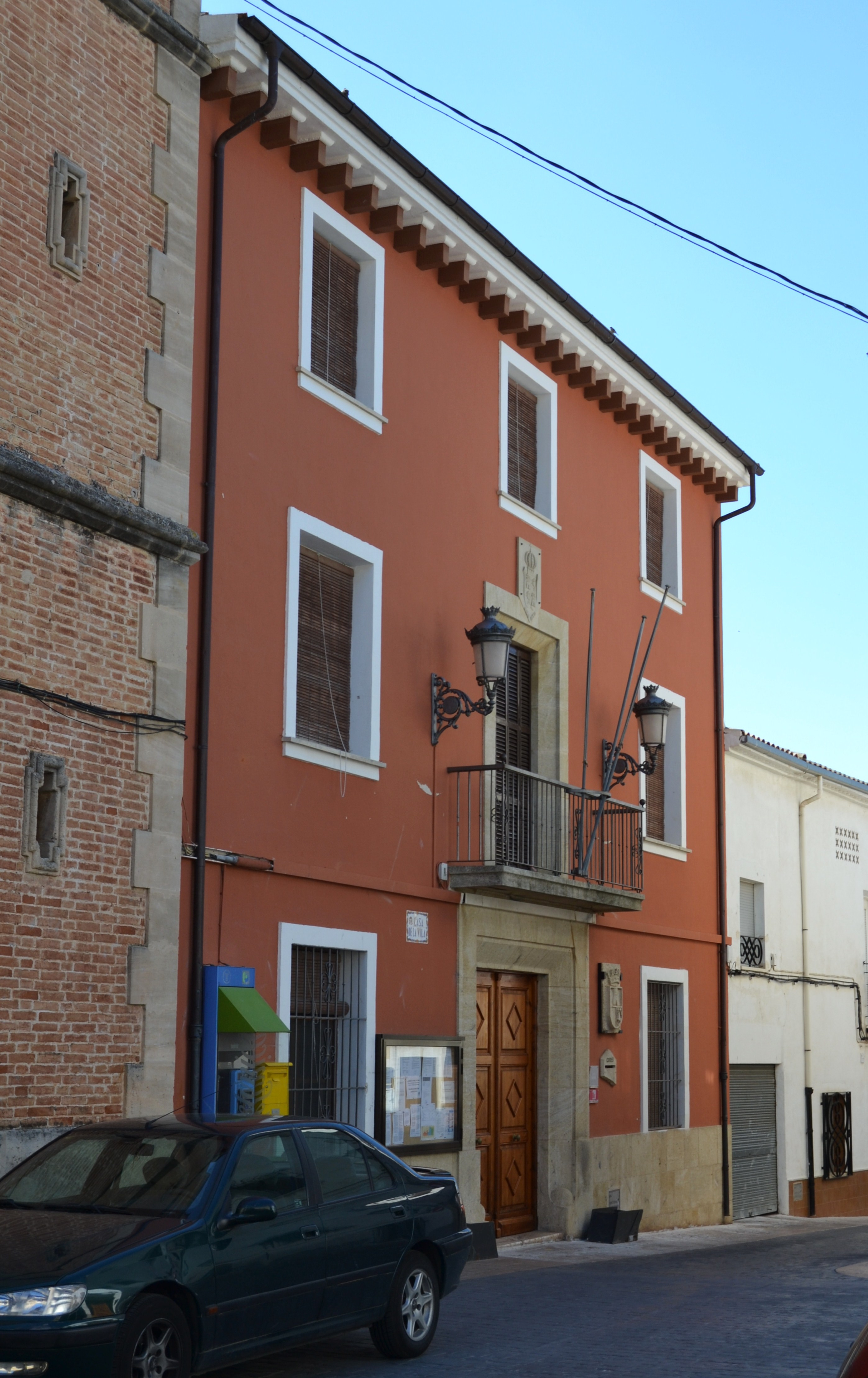
Rathaus

- Jakobuskirche
- Franzenskapelle
- Rathaus